# Шелах, Офер
Офер Шелах (ивр. עפר שלח‎; род. 9 февраля 1960 года, Кирьят-Бялик, Израиль) — израильский журналист и политик, депутат кнессета 19—23-го созывов от партии «Еш Атид».

## Биография
Офер Шелах родился 9 февраля 1960 года в Кирьят-Бялике, Израиль. Служил в бригаде «Цанханим», вышел в отставку в звании капитана. Участвовал в Первой Ливанской войне, где потерял глаз.
Получил первую академическую степень по экономике и английской литературе в Тель-Авивском университете. Затем получил вторую академическую степень по литературе в Нью-Йоркском университете.
По профессии — журналист. Работать начал в газете «Маарив», затем в «Едиот Ахронот», а также на Десятом канале израильского телевидения. В 1998—2012 годах работал на спортивном канале Израиля.
В октябре 2012 года Офер Шелах подал заявление об увольнении из газеты «Маарив», заявив о присоединении к партии «Еш Атид». В предвыборном списке партии получил шестое место. Так как «Йеш Атид» получила 19 мандатов, Шелах вошел в состав парламента, получив посты в комиссии по иностранным делам и безопасности и в комиссии по делам кнессета. Является председателем парламентской фракции Йеш Атид.
Шелах вдовец, отец двоих детей, проживает в мошаве Гинатон. Владеет ивритом, английским и французским языками.